# Del Martin et Phyllis Lyon
Dorothy Louise Taliaferro « Del » Martin (5 mai 1921 – 27 août 2008) et Phyllis Ann Lyon (10 novembre 1924– 9 avril 2020) sont deux grandes figures américaines de la cause lesbienne et féministe au XXe siècle. 
Elles vivent en couple jusqu'à la mort de Del Martin en août 2008. Phyllis Lyon décède à San Francisco à l'âge de 95 ans en 2020.

## Biographie
Martin and Lyon firent connaissance en 1950, entamèrent une liaison en 1952 et s'installèrent en couple le jour de la Saint-Valentin 1953 dans un appartement de la rue Castro à San Francisco. Leur couple avait trois ans lorsqu'en 1955 elles fondèrent les Filles de Bilitis (Daughters of Bilitis, ou DOB), première organisation sociale et politique pour lesbiennes aux États-Unis. Elles furent conjointement directrices et éditrices en chef de la revue lesbienne The Ladder (L'Échelle) jusqu'en 1963 et demeurèrent actives au sein des Filles de Bilitis jusqu'à leur ralliement à l'Organisation Nationale des Femmes (National Organization for Women, ou NOW) dont elles furent le premier couple homosexuel.
Les deux femmes œuvrèrent à la création du Conseil sur la Religion et les Homosexuels (Council on Religion and the Homosexual, ou CRH) dans le nord de la Californie, avec pour objectif de persuader les autorités religieuses d'accepter les homosexuels au sein des églises. Dans les années 1960 et 1970, elles mirent leur influence au service de la décriminalisation de l'homosexualité. Elles jouèrent un rôle actif dans la première organisation gay de San Francisco, le Club démocratique Alice B. Toklas (Alice B. Toklas Democratic Club) à l'instigation duquel duquel Dianne Feinstein proposa un édit municipal interdisant la discrimination à l'embauche écartant les homosexuels et les lesbiennes. Martin et Lyon participèrent à la Conférence de la Maison-Blanche sur le vieillissement organisée en 1995.
Martin et Lyon formalisèrent leur union le 16 juin 2008, inaugurant les mariages homosexuels à San Francisco après la légalisation de ceux-ci  par une décision de la Cour suprême de Californie, In re Marriage Cases. Martin est décédée à San Francisco des suites d'une fracture du bras, et Lyon le 9 avril 2020 de causes naturelles à San Francisco,.